# The Chieftains 2
Albums de The Chieftains
The Chieftains
(1963) The Chieftains 3
(1971)
The Chieftains 2 est le deuxième album enregistré par le groupe de musique irlandaise The Chieftains. Il est enregistré à Édimbourg en Écosse au cours du mois d’avril 1969. Il succède à l’album The Chieftains datant de 1963.
En 1969, Seán Ó Riada dissous le groupe Ceoltóirí Chualann. Nombreux sont ses musiciens qui voulaient faire perdurer le son particulier qu’ils avaient lancé. Le résultat est une refonte des Chieftains.
Le morceau The Foxhunt existait auparavant sous la forme d’un morceau de cornemuse. Il reçoit ici un traitement plus complet avec l’apport de plusieurs instruments. C’est sous cette forme qu’il a ensuite été repris à de très nombreuses reprises.

## Les interprètes
- Paddy Moloney – uilleann pipes, tin whistle ;
- Martin Fay – fiddle ;
- Seán Potts – tin whistle ;
- Seán Keane – fiddle ;
- Peadar Mercier – bodhrán ;
- Michael Tubridy – flûte, concertina, tin whistle.

## Les pistes
| 1.    | Banish Misfortune / Gillian's Apples                                            |  |
| 2.    | Seóirse Brabston (Planxty George Brabazon)                                      |  |
| 3.    | Bean an Fhir Rua (The Red-Haied Man's Wife)                                     |  |
| 4.    | Pis Fhliuch (The Wet Quirn) (O' Farrells Welcome to Limerick)                   |  |
| 5.    | An Páistín Fionn (The Fair-Haired Child)/ Mrs. Crotty's Reel / The Mountain Top |  |
| 6.    | The Foxhunt                                                                     |  |
| 7.    | An Mhaighdean Mhara (The Sea Maiden) / Tie the Bonnet / O' Rourke's Reel        |  |
| 8.    | Callaghan's Hornpipe / Byrne's Hornpipe                                         |  |
| 9.    | Pigtown / Tie the Ribbons / The Bag of Potatoes                                 |  |
| 10.   | The Humours of Whiskey / Hardiman the Fiddler                                   |  |
| 11.   | Dónall Óg                                                                       |  |
| 12.   | Brian Boru's March                                                              |  |
| 13.   | Sweeney's / Denis Murphy's / The Scartaglen Polka                               |  |
| 46:14 |                                                                                 |  |